# 青木涼
青木 涼（あおき りょう、1994年2月1日 - ）は、日本の俳優である。埼玉県出身。幸福の科学母体のARI Production所属。

## 人物
1994年2月生まれ。埼玉県出身。
趣味は、映画鑑賞、カフェ巡りなど。
特技は、剣道（2段）、野球、モノマネ、イラスト。
- 映画『夢判断、そして恐怖体験へ』の公開初日2021年8月27日の舞台挨拶に登壇し報道された[3][4][5][6][7]。

## 出演

### テレビドラマ
- サバイバル・ウェディング（2018年7月、日本テレビ）
- 大恋愛〜僕を忘れる君と（2018年10月、TBSテレビ）

### 映画
- 僕の彼女は魔法使い（2019年2月22日） - 黒服の男 役
- 世界から希望が消えたなら。（2019年／赤羽博監督） - 新郎 役
- 心霊喫茶「エクストラ」の秘密-The Real Exorcist-（2020年5月） - 康介 役
- 夜明けを信じて。（2020年10月） - 山本秀樹 役
- 美しき誘惑-現代の「画皮」-（2021年5月14日） - 浅野翔平 役
- 夢判断、そして恐怖体験へ（2021年／奥津貴之監督） - 主演・神山圭治 役
- 愛国女子—紅武士道（2022年2月18日） - 安西亮 役
- レット・イット・ビー 〜怖いものは、やはり怖い〜（2023年5月12日） - 主演・神山圭治 役

### CM
- TEPCO速報（2019年3月）WebCM[8]

### 舞台
- シェイクスピア「冬物語」（2020年2月、タイプス）- 王子フロリゼル 役

### 雑誌
- 表紙写真・インタビュー 『アー・ユー・ハッピー?』2021年9月号[9]